# Szurmay Sándor
Vitéz uzsoki báró Szurmay Sándor (neve német nyelvű forrásokban: Alexander Freiherr Szurmay von Uzsok; Boksánbánya, 1860. december 19. – Budapest, 1945. február 26.) magyar királyi honvédtiszt, gyalogsági tábornok, 1917–18-ban honvédelmi miniszter, 1941-től vezérezredes.

## Élete

### Katonai pályája az első világháborúig
Szurmay Sándor 1860-ban született a Krassó-Szörény vármegyében fekvő Boksánbánya (1899-ig Román-Bogsán németül Bokschan) városban (ma: Bocşa Montana, Románia). Szegeden végezte az alreáliskolát, majd tanulmányait megszakítva jelentkezett az Osztrák–Magyar Államvasút-Társasághoz, ahol gyakornokként, később hivatalnokként kapott alkalmazást.
1882-ben katonai pályára lépett. Szolgálatát a lugosi 18. honvéd zászlóaljnál kezdte. A Ludovika Akadémia tisztképző évfolyamainak elvégzése után 1884-ben hadnagyi rangban csapattiszti, majd segédtiszti szolgálatot teljesített a Magyar Honvédség különféle alakulatainál. 1886–87 között elvégezte a Ludovika Akadémia felsőbb tiszti tanfolyamait, és 1887–89 között a bécsi cs. és kir. Hadiiskolát (K.u.k. Kriegsschule), azaz a vezérkari tiszti akadémiát. 1889-ben főhadnaggyá léptették elő, és a budapesti IV. hadtestparancsnokság vezérkari osztályára vezényelték.
1890-ben a Magyar Királyi Honvédelmi Minisztériumba (K.u.LVM), majd 1891-ben Bécsbe, a cs. és kir. haderő vezérkarának hadműveleti és vasúti irodájához osztották be. 1892-ben századosi rangot kapott, és a Magyar Királyi Honvédelmi Minisztérium I. ügyosztályára helyezték, itt dolgozott 1898-ig. Ekkor őrnaggyá léptették elő, és a nagyváradi 4. gyalogezredhez került zászlóaljparancsnokként.
1899-ben visszarendelték a minisztériumba, 1900-tól a honvéd vezérkar osztályvezetőjévé nevezték ki. 1903-ban alezredessé léptették elő, ebben az évben megkapta a III. osztályú Vaskorona-rendet.
1905-ben ezredesi rangot kapott, és kinevezték a nagykanizsai 20. honvéd gyalogezred parancsnokává. 1907 őszétől ismét a Honvédelmi Minisztériumban dolgozott, 1910-ben kinevezték a minisztérium 1. ügyosztályának vezetőjévé (Sektionschef). Az év végén, december 18-án vezérőrnaggyá lépett elő. 1914. május 11-én altábornaggyá (Feldmarschalleutnant) léptették elő. Ebben a beosztásban volt az első világháború kitörésekor.

### Az első világháborúban

#### 1914
1914 októberében honvédelmi államtitkárrá nevezték ki, de már novemberben harctéri szolgálatra jelentkezett, és átvette a 38. honvéd gyaloghadosztály parancsnokságát. 1914 novemberének végén kinevezték az Ung völgyében álló, később róla elnevezett honvéd hadtest (Korps Szurmay) parancsnokává, a további egységekkel megerősített hadtestet valójában hadcsoportként irányította. Hadcsoportja 1914–15 telén nehéz védelmi harcokat vívott Zboró (ma: Zborov), és Bártfa vidékén. A Szurmay hadteste novembertől december 5-éig az Uzsoki-hágónál megállította az orosz betörést. A hegyi harcok terhét főleg a 38. honvéd hadosztály viselte. Szurmay katonái kegyetlen fagyban, hóviharban, elkeseredett küzdelemben verték vissza az orosz tömegtámadásokat, amiért Szurmay altábornagy később (1917-ben) megkapta a Katonai Mária Terézia-rend lovagkeresztjét. 1915 januárjáig ő maga vezette a 38. honvéd gyalogos hadosztályt is, ekkor ennek parancsnokságát Stephan Bartheldy altábornagynak adta át.

#### A kárpáti orosz betörés visszaverése (1915)

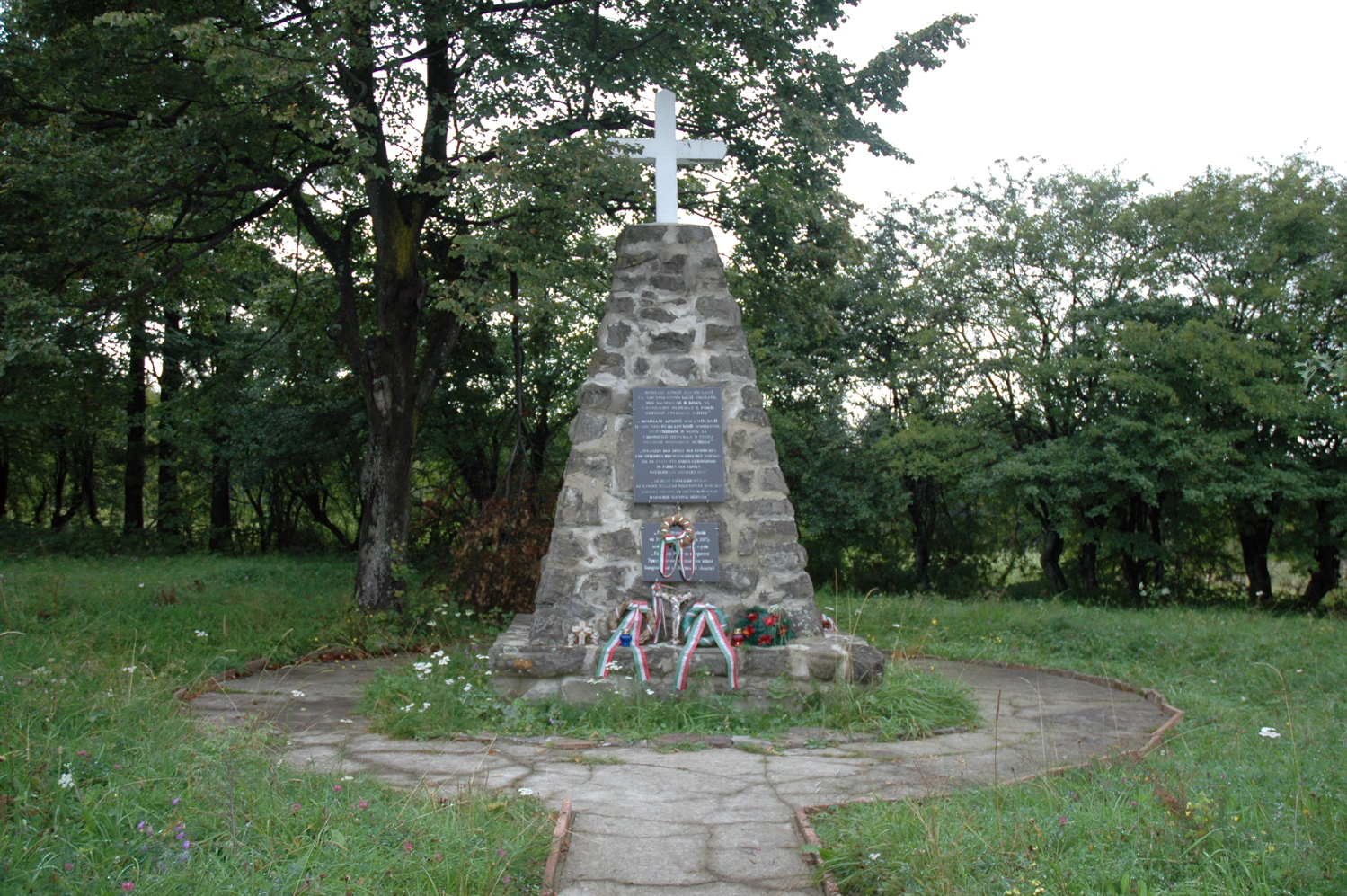
Közös osztrák–magyar és orosz emlékmű az Uzsoki-hágón az első világháború áldozatainak emlékére

1915 januárjában Szurmay hadcsoportja a Svetozar Borojević gyalogsági tábornok parancsnoksága alatt álló 3. hadsereg jobbszárnyának szélét alkotta a galíciai fronton. Február végén az Uzsoki-hágó birtoklásáért harcolt az orosz Sztrij hadtesttel, amely önállóan operált a Keleti-Kárpátokban, az orosz Dnyeszter hadcsoport mellett, birtokbavételének szándékával. Március elején Platon A. Lecsickij tábornok 9. hadserege jelentős tűzerővel vonult fel a 300 km széles fronton, a Sztrij harccsoport már két hadtestet állított szembe Szurmayval. Márciusban az orosz erőket átszervezték, Szurmay hadcsoportjával szemben Bruszilov lovassági tábornok 8. hadserege vonult fel. Kisebb-nagyobb támadásokban próbálták elfoglalni az Uzsoki-hágót, de Szurmay katonái mindenütt kitartottak. Áprilisban a nagy erejű orosz támadás utolsó fázisában a 11. hadsereg VII. hadtestének sikerült elfoglalnia az Uzsoki-hágóra letekintő magaslatokat. Véres harcokban már majdnem sikerült benyomulniuk a hágóba, amikor a központi hatalmak dunajeci támadásának sikere az egész Kárpátokban megállásra késztette az oroszokat.
1915 májusában Szurmay hadcsoportja részt vett a gorlicei áttörésben. Tarnównál győzött a nagy túlerőben lévő orosz haderő felett. Győzelmeket aratott a homonnai, szinnai és cirókaófalui (Zemplén vármegye, ma: Starina, Szlovákia) csatákban is.

#### 1916–1917
1916 tavaszán Szurmay hadcsoportja Volhíniában ásta be magát. Június 4-én megindult a Bruszilov-offenzíva. Az osztrák–magyar lövészárkokra és erődített állásokra ezer tüzérségi löveg tüze zúdult, amelyeket Bruszilov tábornok titokban telepített velük szemben. A tűzfüggöny elzárta Szurmay csapatainak visszavonulási útját. Június 5-én reggel az orosz XL. hadtest támadásba lendült, áttörte a Szurmay által védett vonalakat. Június 7-én a lucki áttörésben Szurmay balszárnya fedezetlenül maradt, vissza kellett vonulnia. Az oroszok három védővonalat foglaltak el, és több kilométeres mélységben nyomultak be az osztrák–magyar hátországba. Szurmay szétvert hadtestének maradványaival napokon keresztül hátrált. Az oroszok Luck elfoglalása után rövid időre megálltak, de a XL. hadtest elszántan tovább nyomult Vlagyimir-Volinszkij felé, hogy teljesen elvágja egymástól a megtizedelt osztrák 1. és 4. hadseregeket. Június végén német csapaterősítések érkeztek a veszélyeztetett frontszakaszra, Alexander von Linsingen vezérezredes (1850–1935) irányítása alatt, amelyek tehermentesítették Szurmay hadtestének maradékait.
Szurmay altábornagyot – akinek kitűnő kapcsolatai voltak a német hadvezetéssel – nem vonták felelősségre a kudarcért. A katasztrófáért József Ferdinánd főherceg vezérezredest (1872–1942), a 4. hadsereg parancsnokát hibáztatták. Őt a német hadvezetés követelésére elmozdították beosztásából, helyére Tersztyánszky Károly vezérezredest (1854–1921) helyezték. Szurmay kitartó helytállását a visszavonulás során dicsérőleg méltatták.
1916 júliusának végére Szurmay hadtestét a Bug folyó forrásvidékéig nyomták vissza. Kalegyin tábornok (1861–1918), a 8. hadsereg új parancsnoka a volhíniai Kovel városát (ma: Ковель, Ukrajna), a fontos vasúti csomópontot igyekezett elfoglalni, de sikertelenül. Kalegyin ekkor délnyugatnak fordult, és a Vlagyimir-Volinszkij erőd bevételére indult. Az oroszok a Bug völgyében felfelé nyomultak. 1916. szeptember 15-én a 8. orosz hadsereg VIII. hadteste erős támadást indított Szurmay hadteste ellen, amelyet az nem tudott feltartóztatni. Szeptember 18-ára már több, mint 30 km-t nyomták vissza őket, ekkorra sikerült Lucktól délre új védelmi állásokat létesíteni, amelyek fedezték a várost védő XIV. hadtest északi szárnyát. Szurmay hadteste a támadó orosz VIII. hadtest folyamatos nyomása alatt maradt egészen októberig, amikor a németek erősítést hoztak a hadtest mindkét szárnyára (német XI. gyaloghadosztály, von Metz vezérőrnagy és X. népfelkelő („Landsturm”) hadosztály, von Stocken altábornagy parancsnoksága alatt). Szurmay is emberutánpótlást kapott, amellyel teljes harcértékre tölthette fel leharcolt hadtestét. A német csapatokkal megerősített cs. és kir. 4. hadsereg novembertől (benne a feltöltött Szurmay-hadtesttel) megszilárdította állásait.
Szurmay a róla elnevezett hadtest parancsnoki tisztségében 1917 februárjáig maradt, ekkor szolgálaton kívüli viszonyba helyezték. A Szurmay-hadtest ekkor a visszakapta a XXIV. hadtest hadrendi számot, parancsnokságát márciusban Ludwig Goiginger altábornagy (1863–1931) vette át.

### Három kormány honvédelmi minisztere
Károly király 1917. február 19-én Szurmay Sándort magyar királyi honvédelmi miniszterré nevezte ki Tisza István kormányában. E minisztérium osztrák megfelelője a k. k. Landesverteidigungsministerium volt, amelyet Friedrich von Georgi báró, vezérezredes (1852–1926) irányított. Szurmayt 1917. augusztus 21-én gyalogsági tábornokká (General der Infanterie) léptették elő. Miniszteri tárcáját a következő kormányokban (Esterházy Móric, majd Wekerle Sándor kabinetjeiben) is megtartotta, egészen az összeomlásig, 1918. október 31-éig.
1917-ben megkapta a Katonai Mária Terézia-rend (MMThO) lovagkeresztjét, az Uzsoki-hágó 1915-ös visszafoglalásáért és hősi védelméért. Ugyanabban az évben Károly királytól megkapta az uzsoki bárói rangot (emlékezve az Uzsoki-hágónál teljesített hőstetteire). A világháború alatt Szurmay egy (a nevét viselő) jótékonysági alapot hozott létre a honvédség, a népfelkelés és a csendőrség hadirokkantjai és az elesettek özvegyei, árvái javára.

### A Monarchia széthullása után
Az őszirózsás forradalom után, 1919. február 23-án Károlyi Mihály miniszterelnök utasítására a belügyminiszter elrendelte Szurmay Sándor tábornok letartóztatását, mert a polgári forradalom vívmányaira (azaz a forradalmi kormány hatalmára) veszélyes egyénnek tekintette. Háborús bűnösség címén másnap letartóztatták, őrizetbe vették, 26-án Szentgotthárdra internálták. A köztársasági kormány hasonlóan járt el August von Mackensen német tábornaggyal szemben is, akinek a Balkánról Magyarországon át visszavonuló hadserege a magyar kormány támasza lehetett volna a Tiszántúlra bevonuló román csapatok ellen. 1920 februárjától Szurmay összekötő tisztként működött a Magyarországot megszálló francia hadsereg katonai bizottságánál.

A Nemzeti Hadsereg vezérkarában - 1921

1921-ben visszavonult az aktív szolgálattól. Az elsők között vették fel a Vitézi rend tagjainak sorába. Budapesten élt, több könyvet írt, a fontos hadászati és hadtörténeti munkák mellett kedvtelésből értekezéseket is kiadott a vadászatról, a hüllőkről és az okkultizmusról is. 1941-ben magyar királyi vezérezredessé léptették elő.

### Halála, nyughelye
1945. február 26-án hunyt el Budapesten, 85 éves korában. A Kerepesi úti temetőben helyezték örök nyugalomra. (Sírhelye a 48/56. szigeten található). Ugyanitt nyugszik leánya, Szurmay Blanka bárónő (1902–1993), és annak első és második férje is: Szentkeresztessy Henrik ezredes, pilóta, a magyar légiflotta egyik megteremtője (1887–1935), és gróf Stomm Marcel m. kir. honvéd altábornagy (1890–1968), hadiakadémiai tanár, a Donnál harcoló III. honvéd hadtest parancsnoka, aki a voronyezsi katasztrófa után – egyetlenként a Magyar 2. hadsereg magasabb parancsnokai közül – feloszlatta hadtestét, hogy ezzel segítse megmenteni katonáinak életét.

## Emlékezete
- Budapest XVI. kerülete:
  - Mátyásföld díszpolgára[2]

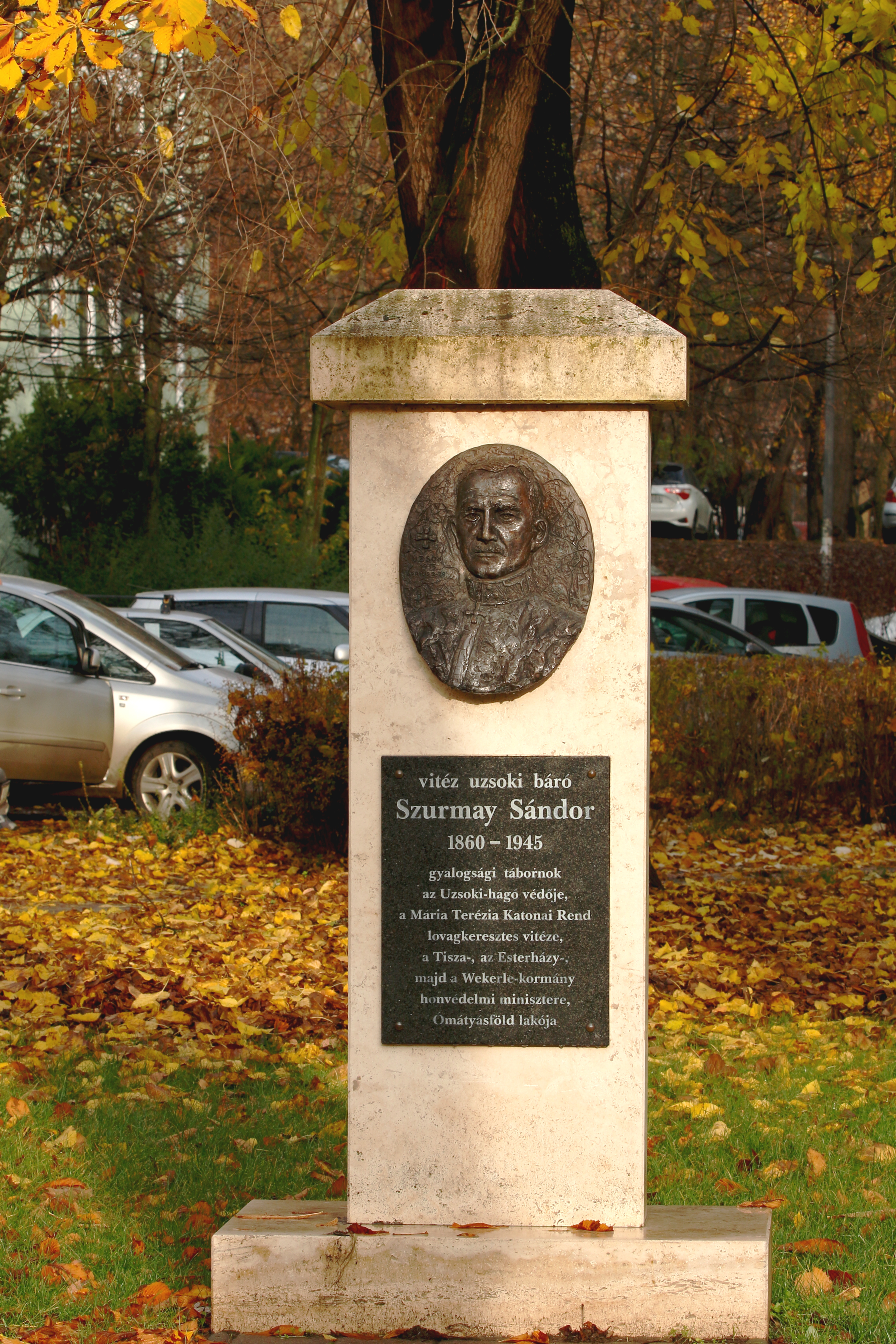
Szurmay Sándor emléktáblája Budapesten a XVI. kerületben a róla elnevezett fasorban.

  - Kovács Balázs (kerületi és fővárosi) képviselő 2005-ös kezdeményezésére 2008. október 11-én az Erzsébet-ligetet hosszában átszelő vadgesztenye sor a Szurmay Sándor fasor nevet kapta, ahol emléktáblát is avattak tetteiről. A terület „helyi jelentőségű védett természeti érték” besorolású. A mátyásföldi nyaralótulajdonos szervezte a helyi körvadászatokat, nagy adakozó volt és neki köszönhető az is, hogy a ligetet nem parcellázták fel építési telkekre.[3][4][5]
  - Egyike a Lantos Antal és Széman Richárd kerületi helytörténészek által összeállított 56 XVI. kerületi nevezetes személynek, akiknek 2011-ben emléktáblát avattak és piros virágú gesztenyefát ültettek Sashalmon a kerületi Helytörténeti Fasorban.[6]
- 2017-ben jelent meg M. Tóth György katonai újságíró-olvasószerkesztő A katonabáró ‒ Szurmay Sándor, a Monarchia magyar hadvezére című könyve, amit június 23-án mutattak be Budapest-Mátyásföldön, az Erzsébetligeti Színházban.[7]
- Tiszteletére 2012-ben a Budapesten diszlokáló MH Támogató Dandárt, MH vitéz Szurmay Sándor Budapest Helyőrség Dandárnak nevezték át.[8][9]

## Művei
- A wörthi (fröschwilleri) csata 1870. aug. 6. Harczászati tanulmány. Térképmellékletekkel, ábrákkal, Budapest, 1890
- Az anspachi hadseregek ismertetése. Uo. 1891 (Richard Knötel német nyelvű művének magyar átdolgozása)
- A Thaya menti Waidhofen környékén 1891-ben tartott hadtest-gyakorlatok, megjelent a Ludovika Akadémia Közlönyében, 1892
- Weiterentwicklung der kön. ung. Landwehr (A Magyar Királyi Honvédség fejlődése), megjelent a Minerva c. katonai folyóiratban, Bécs, 1893. 23. és 24. sz.
- Die Honvéd-Institution (A Honvédség intézménye), megjelent a Pester Lloydban, 1894. okt. 25-i és 26-i sz.
- A mohácsi vész 1526-ban. Csataterv és részletes leírás az 1896-i Ezredéves Országos Kiállítás céljaira. Budapest, 1896
- A szolgálati szabályzat II. részének új kiadása, Budapest, 1896
- A honvédség fejlődésének története annak felállításától napjainkig 1868–1898. Képekkel és mellékletekkel. Megjelent a Ludovika Akadémia Közlönyében, Budapest, 1898
- A mohácsi hadjárat 1526-ban. Térképvázlattal, rajzmellékletekkel; Pesti Ny., Bp., 1901
- A Felvidék és Kárpátalja hadtörténete 1914–1918, Rimaszombat
- Az orosz vörös veszedelem és Magyarország szerepe. ABC könyvtára, Magyar Bolsevistaellenes Liga, Budapest, 1921
- A magyar gyalogság, Budapest, 1940 k.
- Háborús emlékírások, in: Diárium 1940–1942, I. évfolyam 1-10. szám/II. évfolyam 1-12. szám/III. évfolyam 1-12. szám, Királyi Magyar Egyetemi Nyomda kiadása, Budapest, 1942
- A magyar katona a Kárpátokban, Királyi Magyar Egyetemi Nyomda kiadása, Budapest, 1940  (újabb kiadás: N.R.G.-COM Kiadó, Budapest, 2005, összeállította és az előszót írta Pap Krisztián)

Katonai szakmunkái mellett több könyvet, cikket írt a vadászat, a sporthorgászat, a hüllők élete és az okkultizmus tárgykörében is:
- Vadászemlékek, horgászélmények, Budapest, 1937 (József Ágost királyi herceg előszavával)
- Horgászvízen, vadcsapáson, Budapest, ? (Hasonmás kiadás: Facsimile Ex Kiadó, Budapest, 1994)
- Vadászemlékek, horgászélmények; vál., szerk. Hunyadi Csaba Zsolt; Lazi, Szeged, 2013